# 三齒前肛鰻
三齒前肛鰻為輻鰭魚綱鰻鱺目通鰓鰻科前肛鰻屬的其中一種，分布於中西大西洋區的貝里斯外海海域，棲息深度439-505公尺，生活在大陸坡。

## 擴展閱讀
維基物種上的相關：三齒前肛鰻